# Omloop van de Braakman
O Omloop van de Braakman é uma competição de ciclismo neerlandesa disputada ao mês de abril na Philippine, e mais particularmente na reserva natural Braakman, em província de Zelândia. Criada em 1970, ela passa em particular por vários caminhos pavés no seu percurso. Desde 2016, figura ao calendário da Topcompetitie, que reagrupa as principais corridas do calendário nacional neerlandêsas.
O neerlandés Toine van den Bunder detém o recorde de vitórias nesta prova, com três sucessos obtidos na década de 1970 (1975, 1976 e 1978).

## Palmarés
| Ano   | Ganhador                    | Segundo              | Terceiro                  |
| ----- | --------------------------- | -------------------- | ------------------------- |
| 1970  | Wim Bravenboer              | Jan Aling [nl]       | Ben Jurriaans             |
| 1971  | Charles de Smit             | Sjef van de Burgh    | Klaas Balk                |
| 1972  | Cees van Dongen             | Cees Priem           | Jan Raas                  |
| 1973  | Gaby Minneboo               | Toine van den Bunder | Aad van den Hoek          |
| 1974  | Jules Bruessing             | Jan Raas             | Toine van den Bunder      |
| 1975  | Toine van den Bunder        | Jules Bruessing      | Wilhelm van Helvoirt      |
| 1976  | Toine van den Bunder        | Adri van Houwelingen | Michel Jacobs             |
| 1977  | Martin Havik                | Anton van der Steen  | Leio van Vliet            |
| 1978  | Toine van den Bunder        | Peter Gödde          | Teu ter Harmsel           |
| 1979  | Peer Maas                   | Jan van Tilborg      | Peter Gödde               |
| 1980  | Berry Zoontjens             | Theo Hogervorst      | Gino Ammerlaan            |
| 1981  | Peter Maas                  | Henk Havik           | Johan Lammerts            |
| 1982  | Bert Wekema                 | Peter Hoondert       | Nico Verhoeven            |
| 1983  | Dries Klein                 | Bart van Est [nl]    | Cornelis Heeren           |
| 1984  | Theo Appeldoorn             | Reinier Valkenburg   | Wim van Kooten            |
| 1985  | Gert Jakobs                 | Wim Meijer           | Patrick van Passel        |
| 1986  | Frank Pirard                | Anjo van Loon        | Rob Peters                |
| 1987  | Tommy Posto                 | Angelo Polvorosa     | Johan Melsen              |
| 1988  | John de Crom                | Tonnie Akkermans     | Jannes Slendebroek        |
| 1989  | Maarten den Bakker          | Rob Mulders          | John den Braber           |
| 1990  | Theo Akkermans              | Erik Stroombergen    | John Leys                 |
| 1991  | Patrick van Passel          | Tonnie Akkermans     | Wilfried Geijs            |
| 1992  | François Franse             | Rum Verwey           | John Leijs                |
| 1993  | John de Crom                | John de Hey          | Edward Farenhout          |
| 1994  | Mario van Vlimmeren [nl]    | Wilfried Geijs       | François Franse           |
| 1995  | Jeroen Hermes               | Dean Jones           | John den Braber           |
| 1996  | Mario van Vlimmeren [nl]    | Edward Farenhout     | Wilfried Geijs            |
| 1997  | Robert van der Donk         | François Franse      | Peter Mol                 |
| 1998  | François Franse             | Jurgen van Pelt      | Johan van Schaik          |
| 1999  | Jurgen van Pelt             | Herold Dat           | Camiel van den Bergh [nl] |
| 2000  | Marc van Grinsven           | William Berns        | Arnold Duinhouwer         |
| 2001  | Maint Berkenbosch [nl]      | Ferry van Heeswijk   | Hans Dekkers              |
| 2002  | Sejam Sullivan              | Nathan Clarke        | Heerko Gorter             |
| 2003  | Jurgen van Pelt             | Roy Curvers          | Caso Graafmans            |
| 2004  | Dennis Raadtgever           | François Franse      | Tom De Meyer              |
| 2005  | Jean-Pierre Verstraten      | Marc van Grinsven    | Malaya van Ruitenbeek     |
| 2006  | Edward Farenhout            | Dirk van Dam         | Martijn Stougje           |
| 2007  | Arno Hartog                 | Job Vissers          | Arthur Farenhout          |
| 2008  | Marc van Grinsven           | Johan Berk           | Jeroen Boelen             |
| 2009  | André van Reek              | René Hooghiemster    | Peter van Dijk            |
| 2010  | Geert van der Weijst        | Johnny van Diermen   | Jan Bos                   |
| 2011  | Bram de Kort [nl]           | Tim Nederlof         | Geert van der Weijst      |
| 2012  | Dimitri Claeys              | Glenn De Ridder      | Roy van Heeswijk          |
| 2013  | Christophe Van Cauwenberghe | Owain Doull          | Oliver Naesen             |
| 2014  | Jurriën Bosters             | Michiel Dieleman     | Daan Meijers              |
| 2015  | Frederik Frison             | Adrie Lindeman       | Hayden McCormick          |
| 2016. | Coen Vermeltfoort           | Elmar Reinders       | Jan-Willem van Schip      |
| 2017. | Adriaan Janssen             | Tijmen Eising        | Luuc Bugter               |
| 2018. | Rick van Breda              | Peter Schulting      | Rick Ottema               |